# Алі Самі Єн
Алі Самі Єн (тур. Ali Sami Yen, 20 травня 1886, Ускюдар, Константинополь — 29 липня 1951, Стамбул) — турецький футболіст албанського походження, засновник спортивного клубу «Галатасарай».

## Ігрова кар'єра
Алі Самі Фрашері (алб. Ali Sami Frashëri) народився в кварталі Канділлі, в стамбульському районі Ускюдар. Він був сином Самі Фрашері, одного з найвідоміших албанських письменників, філософів і драматургів. На відміну від свого батька Алі Самі ідентифікував себе тільки як турка і після введення в Туреччині прізвищ він взяв собі прізвище Єн, що перекладається з турецького як «перемогти».

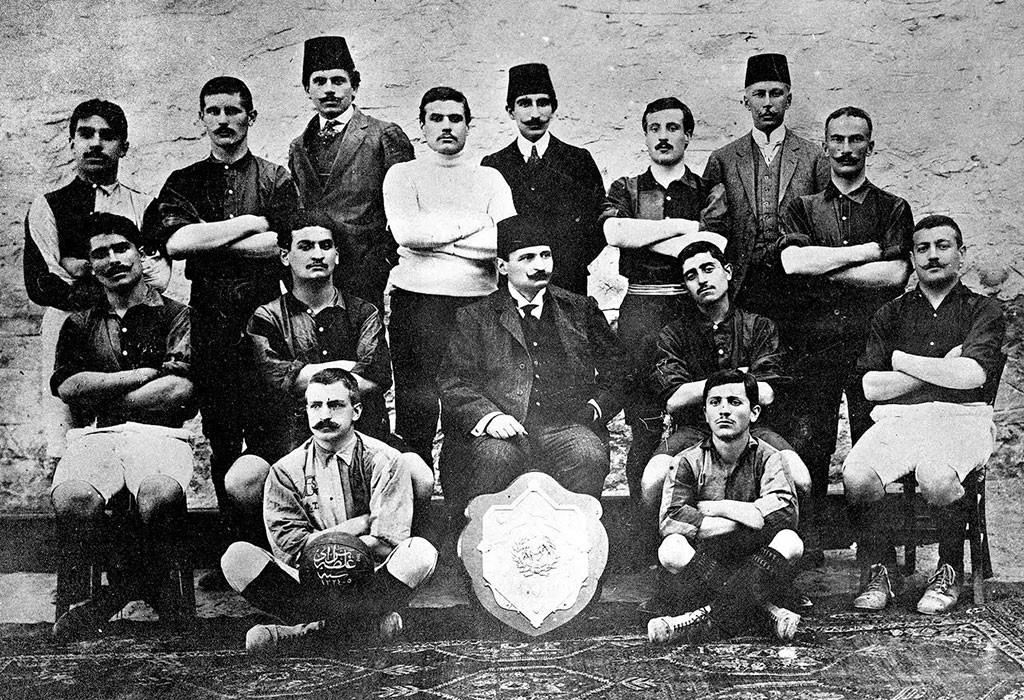
«Галатасарай» — переможець Стамбульської футбольної ліги 1908/09. Алі Самі — третій ліворуч у верхньому ряді

Алі Самі був студентом престижного Галатасарайського ліцею, розташованого в Стамбулі. У жовтні 1905 року він вирішив з деякими зі своїх побратимів створити футбольний клуб. Первісно заявлена мета за його словами полягала в тому, щоб «грати разом, як англійці, мати колір і назву, а також бити інші не турецькі команди».
Алі Самі вибрав жовто-червоні кольори для свого клубу, порівнюючи їх з вогнем, який буде вести команду від однієї перемоги до іншої.
В 1905 році, в епоху Османської імперії, не було законів для асоціацій, тому клуб не міг бути офіційно зареєстрований. Після виходу закону про асоціацію 1912 року «Галатасарай» був зареєстрований на законних підставах.
Алі Самі став першим президентом «Галатасарая», займаючи цю посаду протягом 13 років (з 1905 по 1918 рік) і недовгий час у 1925 році, а у 1916–1917 роках був головним тренером команди. Крім створення «Галатасарая» він також вніс і інший великий внесок у розвиток турецького спорту. З 1926 по 1931 рік Алі Самі був президентом Олімпійського комітету Туреччини. Також він тренував збірну Туреччини в її першому міжнародному матчі в 1923 році проти команди Румунії.
Алі Самі Єн помер 29 липня 1951 року на 66-му році життя і був похований на Стамбульському кладовищі Ферікей.

## Вшанування пам'яті
Ім'я засновника і першого президента «Галатасарая» носив стадіон «Алі Самі Єн», побудований в 1964 році і розташований у центрі Стамбула в районі Меджідієкей, де футбольна команда проводила домашні матчі. Але в січні 2011 року «Галатасарай» перебрався на нову Тюрк Телеком Арену у стамбульському районі Сейрантепе, в той час як старий стадіон був зруйнований, а його територія віддана під будівництво торгового центру.

## Досягнення

### Як гравця
- Переможець Стамбульської футбольної ліги (3): 1908/09, 1909/10, 1910/11

## Особисте життя
Алі самі Єн був одружений з Фахрі Єн (Fahriye Yen, нар. листопад 1900, пом. 6 жовтня 2002).